# Luis Sepúlveda
Luis Sepúlveda Calfucura (ur. 4 października 1949 w Ovalle, zm. 16 kwietnia 2020 w Oviedo) – chilijski pisarz, dziennikarz, reżyser i scenarzysta filmowy, aktywista polityczny i ekologiczny.

## Życiorys
Sepúlveda był współpracownikiem (ochroniarzem) prezydenta Salvadora Allende. Po przewrocie gen. Pinocheta (1973) aresztowano go i skazano na 28 lat więzienia. Został zwolniony po odsiedzeniu trzech lat i wygnany z kraju.
W 1979 brał udział w nikaraguańskiej rewolucji obalającej długoletnią dyktaturę Somozy. W następnej dekadzie współpracował z Greenpeace, m.in. pływał na statkach tej organizacji.
Był autorem powieści, reportaży oraz utworów dla dzieci. Wśród wydanych przez niego książek znajdują się: tomy autobiograficznej prozy Podróż do świata na końcu świata i Express Patagonia; dwie mikropowieści parodiujące tradycyjne schematy czarnego kryminału (Dziennik sentymentalnego killera i Kajman) oraz zbiór opowiadań Przegapienia.
Zasiadał w jury konkursu głównego na 55. MFF w Wenecji (1998).
Zmarł 16 kwietnia 2020 na COVID-19 w wieku 70 lat.

## Polskie przekłady
- O starym człowieku, co czytał romanse, tłum. Elżbieta Komarnicka[4] (Un viejo que leía novelas de amor, 1989)
- Podróż do świata na końcu świata (Mundo del fin del mundo, 1996)
- Express Patagonia (1995)
- Historia o mewie i kocie, który uczył ją latać: Dla dzieci od lat 8 do 88 (Historia de una gaviota y del gato que le enseñó a volar, 1996)
- Przegapienia (Desencuentros, 1997)
- Dziennik sentymentalnego killera; Kajman (Diario de un killer sentimental seguido de Yacaré, 1998)
- Najgorsze baśnie braci Grimm (Los peores cuentos de los hermanos Grimm, 2004, wspólnie z: Mario Delgado Aparaín)
- Lampa Aladyna i inne opowiadania na przekór niepamięci (La lámpara de Aladino, 2008)
- Historia Miksa, Maksa i Meks. Niezapomniane przygody kota o greckim profilu, myszy i chłopca, który z nimi mieszka (Historia de Max, de Mix y de Mex, 2012)
- Niemy Uzbek i inne opowieści z podziemia (El Uzbeko mudo y otras historias clandestinas, 2015)
- Historia psa zwanego Lojal (Historia de un perro llamado Leal, 2016)
- Koniec historii (El fin de la historia, 2017)
- O ślimaku, który odkrył znaczenie powolności (Historia de un caracol que descubrió la importancia de la lentitud, 2018)
- Historia białego wieloryba (La historia de una ballena blanca, 2019)[5]